# Mitre de l'Évêque
Pour les articles homonymes, voir Mitre (homonymie) et L'Évêque.
La Mitre de l'Évêque est un sommet des Alpes valaisannes, en Suisse, situé dans le canton du Valais, qui culmine à 3 653 m d'altitude.
Il est situé sur une crête sur laquelle se trouvent, au sud, l'Évêque et, au nord, le mont Collon. Il domine le glacier du mont Collon à l'ouest et un névé du Haut glacier d'Arolla à l'est, tous deux faisant partie du glacier d'Arolla.